# ونسا ویللا
ونسا کوئینونز رومو (به انگلیسی: Vanessa Quiñones Romo) متولد (۲۸ ژانویه ۱۹۷۸) (۴۰ سال) در مکزیک که معمولاً با عنوان ونسا ویللا (به انگلیسی: Vanessa Villela) شناخته می‌شود، بازیگر و خوانندهٔ مکزیکی است که در بازی در سریال سفری دیگر و اوالونا در ایران شناخته می‌شود. همسر او، ماریو سیمارو، در سال ۲۰۰۹ از زندان آزاد شد.

## فیلم شناسی

### سریال ها
| سال       | مجموعهٔ تلویزیونی              | نقش                         | کانال       |
| --------- | ----------------------------- | --------------------------- | ----------- |
| ۲۰۱۳      | علاقهٔ ممنوعه                  | ماریانا                     | تلموندو     |
| ۲۰۱۱-۲۰۱۲ | خدمتکاری در منهتن             | سارا مونترو                 | تلموندو     |
| ۲۰۱۰-۲۰۱۱ | اوالونا                       | ویکتوریا اریسمندی           | آنیویژن     |
| ۲۰۰۶-۲۰۰۷ | آمورس در بازار                | مونیکا ساواتر/راکوئل ساواتر | تلموندو     |
| ۲۰۰۵-۲۰۰۶ | سفری دیگر                     | آنجلا دونوسو                | تلموندو     |
| ۲۰۰۳      | عشق جدید                      | کارینا                      | تی وی آزتکا |
| ۲۰۰۲      | با دوچرخهٔ من                  | رناتا                       | تی وی آزتکا |
| ۲۰۰۱      | عشق همان است که به نظر می رسد | کاینتیا ریکو                | تی وی آزتکا |
| ۲۰۰۰      | آن ها، بی گناه یا گناهکار     | کریستینا                    | تی وی آزتکا |
| ۱۹۹۹      | وسواس رمانتیک                 | لتیکیا                      | تی وی آزتکا |
| ۱۹۹۸      | لمس عشق                       | نایدا                       | تلویزا      |
| ۱۹۹۷      | دشمن معشوق                    | سارا                        | تلویزا      |
| ۱۹۹۲      | سحر و جادوی جوانان            | آلیسیا                      | تلویزا      |
| ۱۹۹۱      | موچاچیتاس                     | آندریا                      | تلویزا      |

### سریال های تلویزیونی
| سال       | مجموعهٔ تلویزیونی       |
| --------- | ---------------------- |
| ۲۰۰۵      | تصمیم گیری             |
| ۲۰۰۵      | دشمن درونی             |
| ۲۰۰۱      | زنان خاموش             |
| ۱۹۹۷      | کارولین در زندگی واقعی |
| ۱۹۸۲-۱۹۸۵ | چیکوئیلاداس            |

### فیلم ها
| سال  | فیلم   | نقش     |
| ---- | ------ | ------- |
| ۲۰۰۵ | سه نفر | جاکیندا |

### تئاترها
| سال  | نقش    |
| ---- | ------ |
| ۲۰۰۲ | بازیگر |